# Victoria-Charlotte d'Anhalt-Zeitz-Hoym
Victoria-Charlotte d'Anhalt-Bernbourg-Schaumbourg-Hoym (25 septembre 1715 – 4 février 1772) est une princesse d'Anhalt-Bernbourg-Schaumbourg-Hoym par la naissance et margravine de Brandebourg-Bayreuth par le mariage.

## Biographie
Victoria-Charlotte est la fille du prince Victor Ier d'Anhalt-Bernbourg-Schaumbourg-Hoym (1693-1772) de son premier mariage avec Charlotte-Louise (1680-1739), fille du comte Guillaume Maurice d'Isenburg-Birstein.
Le 26 avril 1732, elle épouse Frédéric-Christian de Brandebourg-Bayreuth (1708-1769) à Schaumbourg. Après le mariage, le couple s'installe dans le nouveau château dans le quartier de Neustadt an der Aisch , à la demande du frère de Frédéric-Christian, Georges-Frédéric-Charles de Brandebourg-Bayreuth.
Le mariage se termine par un divorce en 1764, un an après Frédéric Christian ait succédé à son frère en tant que margrave de Brandebourg-Bayreuth. Le couple vit déjà séparément depuis 1739, car Frédéric Christian est très jaloux. Victoria Charlotte passe les dernières années de sa vie dans des conditions modestes à Halle.
Elle meurt en 1772, et est enterrée dans la Melander Crypte à Holzappel.

## Descendance
De son mariage, Victoria Charlotte a deux filles :
- Christiane-Sophie-Charlotte de Brandebourg-Bayreuth (1733-1757), mariée en 1757 au duc Ernest-Frédéric III de Saxe-Hildburghausen (1727-1780)
- Sophie-Madeleine (1737-1737)